# Gary Lewis (színművész)
Gary Stevenson, művésznevén Gary Lewis (Glasgow, 1957. november 30. –) skót színész.
Legismertebb alakítása Jackie Elliot a Billy Elliot című filmben. A Szupervulkán – A végső kitörés című filmben is szerepelt.

## Fiatalkora
1957. november 30-án született Glasgowban. Három gyermek közül a középső, édesapja rézműves volt, míg édesanyja egy helyi kekszgyárban dolgozott. Az iskola elvégzése után számos munkát vállalt, többek között utcaseprőként és egy könyvtárban. A Glasgow College of Technology (ma Glasgow Caledonian University) társadalomtudományi szakán végzett, és 1983-ban diplomázott. Középiskolai angoltanára bátorítására Lewis fáradhatatlanul olvasott, és végül úgy döntött, hogy színészetet választja.

## Pályafutása
Első szerepe a Close című rövidfilmben volt. 1994-ben a Sekély sírhant című filmben szerepelt. 1996-ban a Fridge című filmben szerepelt. 1998-ban szerepelt a Nevem Joe című filmben. 1999-ben a Gregory's Two Girls című filmben szerepelt. 2000-ben a Billy Elliot című filmben szerepelt. 2002-ben a Börtönbosszú című filmben szerepelt. 2003-ban szerepelt a Rehab című filmben. 2004-ben a Puskapor, árulás és összeesküvés című sorozatban szerepelt. 2005-ben a Szupervulkán – A végső kitörés című filmben szerepelt. 2010-ben a Mo című filmben szerepelt. 2011-ben a Outcasts című sorozatban szerepelt. 2014-ben a Catch Me Daddy című filmben szerepelt. 2015-ben a The Heavy Load című filmben szerepelt. 2018-ban Az eltűntek című filmben szerepelt.

## Filmográfia

### Filmek
| Év   | Magyar cím                          | Eredeti cím                       | Szerep                   | Magyar hang                                         |
| ---- | ----------------------------------- | --------------------------------- | ------------------------ | --------------------------------------------------- |
| 1994 | Sekély sírhant                      | Shallow Grave                     | Látogató                 |                                                     |
| 1996 | Carla dala                          | Carla's Song                      | Sammy                    |                                                     |
| 1998 | Nevem, Joe                          | My Name is Joe                    | Shanks                   | Rosta Sándor                                        |
| 1998 | Árvák                               | Independent                       | Wallace                  | Epres Attila                                        |
| 1998 | Postmortem                          | Postmortem                        | Thomas                   |                                                     |
| 1999 | A Kelet az Kelet                    | East is East                      | Mark                     | Kajtár Róbert                                       |
| 1999 | Kocsmapárharc                       | The Match                         | Félszem                  |                                                     |
| 1999 |                                     | Gregory's Two Girls               | Mr. McCane               |                                                     |
| 2000 | Billy Elliot                        | Billy Elliot                      | Jackie Elliot            | Nagy Gábor (1. szinkron) Epres Attila (2. szinkron) |
| 2000 |                                     | One Life Stand                    | Jackie Clarke            |                                                     |
| 2000 | Bokszkirály                         | Shiner                            | Vic                      |                                                     |
| 2002 | Börtönbosszú                        | The Escapist                      | Ron                      | Forgács Gábor                                       |
| 2002 | Tiszta lappal                       | Pure                              | French nyomozó felügyelő | Schneider Zoltán                                    |
| 2002 | New York bandái                     | My Name is Joe                    | Vic                      | Józsa Imre                                          |
| 2003 |                                     | The Fall of Shug McCracken        | Crawford                 |                                                     |
| 2003 | Édes álmok                          | Skagerrak                         | Willie                   | Barbinek Péter                                      |
| 2003 |                                     | Solid Air                         | John Doran               |                                                     |
| 2004 | Még egy csók                        | Ae Fond Kiss...                   | Danny                    | Fekete Zoltán                                       |
| 2004 |                                     | Niceland (Population. 1.000.002)  | Max                      |                                                     |
| 2004 |                                     | The Rocket Post                   | Jimmy Roach              |                                                     |
| 2004 |                                     | Yasmin                            | nyomozó                  |                                                     |
| 2004 |                                     | Yes                               | Billy                    |                                                     |
| 2004 | Szaid ajándéka                      | My Brother Is A Dog               | Antikvitáskereskedő      |                                                     |
| 2005 | Fegyverszünet karácsonyra           | Joyeux Noel                       | Palmer                   | Berzsenyi Zoltán                                    |
| 2005 | Góóól!                              | Goal! The Dream Begins            | Mal Braithwaite          | Besenczi Árpád                                      |
| 2006 | Rejtélyes szállítmány               | Cargo                             | Herman                   |                                                     |
| 2006 |                                     | True North                        | Kapitány                 |                                                     |
| 2006 | Eragon                              | Eragon                            | Hrothgar király          | Trokán Péter                                        |
| 2008 |                                     | Three and Out                     | Callaghan                |                                                     |
| 2008 |                                     | Trouble Sleeping                  | nyomozó                  |                                                     |
| 2008 | Dorothy                             | Dorothy Mills                     | Pastor Ross              |                                                     |
| 2008 |                                     | Blessed                           | Howie                    |                                                     |
| 2009 | Góóól! 3.                           | Goal! III: Taking On the World    | Mal Braithwaite          |                                                     |
| 2009 |                                     | Wasted                            | Gary                     |                                                     |
| 2009 | Valhalla – A vikingek felemelkedése | Valhalla Rising                   | Kare                     | Epres Attila                                        |
| 2009 | Az utolsó kém                       | Farewell                          | Skót vegyész             |                                                     |
| 2010 | Huligán                             | Neds                              | Mr. Russell              |                                                     |
| 2012 | Wilhelm Reich különös esete         | The Strange Case of Wilhelm Reich | Dr. Cameron              |                                                     |
| 2012 | Amikor a fények kialszanak          | When the Lights Went Out          | Clifton atya             |                                                     |
| 2013 |                                     | The Devil's Plantation            | Harry Bell               |                                                     |
| 2013 |                                     | Not Another Happy Ending          | Benny Lockhart           |                                                     |
| 2013 | Amerika embere                      | The Liberator                     | James Rooke              |                                                     |
| 2013 | Mocsok                              | Filth                             | Gus                      | Forgács Gábor                                       |
| 2013 |                                     | The Mercury Conspiracy            | Gregory Poulson          |                                                     |
| 2013 |                                     | Waiting                           | katona                   |                                                     |
| 2015 |                                     | Catch Me Daddy                    | Tony                     |                                                     |
| 2018 |                                     | The Keeper                        | Jock Thompson            |                                                     |
| 2018 | Az eltűntek                         | The Vanishing                     | Kenny                    | Dézsy Szabó Gábor                                   |
| 2021 |                                     | Falling for Figaro                | Ramsay Macfayden         |                                                     |
| 2021 | Az én fiam                          | My Son                            | Roy felügyelő            | Epres Attila                                        |
| 2023 | Marvelek                            | The Marvels                       | Dro'ge császár           | Harmath Imre                                        |

### Televíziós szerepek
| Év         | Magyar cím                       | Eredeti cím                     | Szerep                     | Megjegyzések                                |
| ---------- | -------------------------------- | ------------------------------- | -------------------------- | ------------------------------------------- |
| 1993       |                                  | Screen One                      | Kabát nélküli              | 1 epizód                                    |
| 1995       |                                  | Ruffian Hearts                  | Brendan                    | tévéfilm                                    |
| 1995       |                                  | Doctor Finlay                   | Philip Calder              | 1 epizód                                    |
| 1996       |                                  | Hamish MacBeth                  | Dave                       | 1 epizód                                    |
| 1996       |                                  | Cardiac Arrest                  | Mike Lucas                 | 1 epizód                                    |
| 1996       |                                  | Screen Two                      | George                     | 1 epizód                                    |
| 1996       |                                  | Taggart                         | Price ügyvédje             | 1 epizód                                    |
| 1997       |                                  | The Princess Stallion           | Rab                        | tévéfilm                                    |
| 1999       |                                  | Coming Soon                     | Szakszervezeti képviselő   | tévéfilm                                    |
| 1999       |                                  | Hope and Glory                  | Malcolm Bird               | 1 epizód                                    |
| 1999       |                                  | Life Support                    | Greg Malloy                | 1 epizód                                    |
| 1999, 2007 |                                  | Comedy Lab                      | Gregor Munroe, Alec        | 2 epizód                                    |
| 2002       | A Jane Doe per                   | The Many Trials of One Jane Doe | Jeremy Sharp               | tévéfilm                                    |
| 2003       |                                  | Rehab                           | Tommy                      | tévéfilm                                    |
| 2003       | Az elveszett kard legendája      | Warrior Queen                   | Magior a sámán             | tévéfilm                                    |
| 2004       | Puskapor, árulás és összeesküvés | Gunpowder, Treason and Plot     | John Knox                  | minisorozat                                 |
| 2005       | Szupervulkán – A végső kitörés   | Supervolcano                    | Jock Galvin                | tévéfilm magyar hangja Berzsenyi Zoltán     |
| 2006       |                                  | Rebus                           | Gregor Jack                | 1 epizód                                    |
| 2006       |                                  | Prime Suspect 7: The Final Act  | Tony Sturdy                | minisorozat                                 |
| 2008       | A bűn városa                     | City of Vice                    | Robert Anderson            | 1 epizód                                    |
| 2008       |                                  | Wired                           | Lewis Stone                | 1 epizód                                    |
| 2008       |                                  | Taggart                         | Donald Booth               | 1 epizód                                    |
| 2008       |                                  | Rab C. Nesbitt                  | Frank Owen                 | 1 epizód                                    |
| 2008, 2014 | A néma szemtanú                  | Silent Witness                  | Edwin Stickley, DS MacNeil | 2 epizód                                    |
| 2010       |                                  | Mo                              | Adam Ingram                | tévéfilm                                    |
| 2010       |                                  | One Night in Emergency          | páciens                    | tévéfilm                                    |
| 2010       |                                  | First Light                     | Mac                        | tévéfilm                                    |
| 2010       |                                  | New Tricks                      | Alex Close                 | 1 epizód                                    |
| 2011       |                                  | Outcasts                        | Pak                        | 1 epizód                                    |
| 2011       | Vera – A megszállott nyomozó     | Vera                            | Robert Winter              | 1 epizód                                    |
| 2011       |                                  | Dual Suspects                   | Novakowski                 | 1 epizód                                    |
| 2011       |                                  | The Body Farm                   | Jimmy West                 | 1 epizód                                    |
| 2011       |                                  | Young James Herriot             | Quentin Gunnell            | minisorozat                                 |
| 2011       | Merlin kalandjai                 | Merlin                          | Alator                     | 2 epizód                                    |
| 2012       |                                  | L'olimpiade nascosta            | Alex                       | tévéfilm                                    |
| 2013       | Jackson Brodie esetei            | Case Histories                  | Barry                      | 1 epizód                                    |
| 2014       |                                  | The Smoke                       | Hamish                     | 3 epizód                                    |
| 2014       |                                  | Glasgow Girls                   | Euan Girvan                | 2 epizód                                    |
| 2014       | Outlander – Az idegen            | Outlander                       | Colum MacKenzie            | mellékszereplő magyar hangja Barbinek Péter |
| 2015       | Halál a paradicsomban            | Death in Paradise               | Bill Williams              | 1 epizód                                    |
| 2015       |                                  | Stonemouth                      | Mike MacAvett              | minisorozat                                 |
| 2016       |                                  | Retribution                     | Alastair                   | minisorozat                                 |
| 2016       |                                  | The Level                       | Gil Devlin                 | 6 epizód                                    |
| 2016       | Célkeresztben                    | In Plain Sight                  | William Watt               | 1 epizód                                    |
| 2018       |                                  | Rig 45                          | Douglas                    | 6 epizód                                    |
| 2018       | Az északi határvidék             | Frontier                        | Douglas                    | 3 epizód                                    |
| 2019       | A kor nem akadály                | Still Game                      | Rab                        | 1 epizód                                    |
| 2019       | Az Úr sötét anyagai              | His Dark Materials              | Thorold                    | 3 epizód                                    |
| 2019       |                                  | The Bay                         | Vinnie Morrison            | minisorozat                                 |
| 2021       | Ez bűn                           | It's A Sin                      | Duncan Finch               | 1 epizód magyar hangja Katona Zoltán        |
| 2021       |                                  | Vigil                           | Colin Robertson            | minisorozat                                 |